# 乔全生
乔全生（1956年—），山西省临汾市人，文学博士，原山西大学文学院教授，现为陕西师范大学文学院教授、语言科学研究所所长，主要从事汉语方言学、汉语语音史研究。主编有《山西方言重点研究丛书》、《北斗语言学刊》。

## 社会兼职
担兼任中国音韵学研究会会长、中国语言学会理事、全国汉语方言学会理事，

## 荣誉
- “长江学者奖励计划”特聘教授

- 享受中国国务院特殊津贴专家